# María Guinea
María Guinea (Barcelona, 27 de septiembre de 1988) es una actriz española. Es conocida por haber interpretado a Leila en El Príncipe y Ada en Vivir sin permiso, ambas de Telecinco. 

## Biografía
María Guinea nació en Barcelona el 27 de septiembre de 1988, cuenta con ascendencia árabe. Realizó estudios de interpretación y, es actriz, modelo ocasional y como hobby hace de DJ.
Desde muy joven ha sentido pasión por la pintura (hija de pintora) y, por la música, es por eso que en sus ratos libres hace de DJ en algunos locales de Madrid. 
Su trayectoria profesional tomó comienzo experimentando con el modelaje, donde coincidió con el conocido Rubén Cortada, donde más adelante comparte guion en la serie de televisión El Príncipe. Algunas de las campañas de modelaje donde ha participado es Lonbali.
En cuanto a su trayectoria filmográfica ha participado en series de televisión como El Príncipe y Vivir sin permiso.
Produjo la serie Contrastes (2013), que fue creada por María Guinea, junto con Salva Suay y Rubén Faura, trata sobre la juventud de una pareja, donde deben convivir con otras personas que no son muy afines a ellos. Esta serie fue compartida en las redes sociales por Alejandro Sanz, que comparte una relación de amistad con la actriz.
En 2014, María Guinea hizo el papel de Leila en la serie de El Príncipe. En la trama, es la mujer de Faruq (Rubén Cortada). Leila vive con la familia de Faruq, quienes viven preocupados por la desaparición de uno de sus hijos, Abdú. Aunque, la serie se caracteriza por una historia de amor entre Morey (Álex González) y Fátima (Hiba Abouk).
En 2017, hace de Laura en la película, Melocotones. junto con autores como Peter Vives, que en la ficción, hace de su marido (Diego). Esta pareja pasa por una crisis, pero Diego hará todo lo posible por arreglar las cosas con Laura.
En 2018, participó en la serie Vivir sin permiso, donde hizo el papel de Ada, una joven enamorada de uno de los narcotraficantes más conocidos de Galicia, Nemo Bandeira (José Coronado).  
Y, es también en 2018, que participó en uno de los programas más conocidos de Telecinco, Pasapalabra.

## Filmografía

### Cine
| Año  | Película    | Personaje | Director      |
| 2017 | Melocotones | Laura     | Héctor Valdez |
| ---- | ----------- | --------- | ------------- |

### Televisión
| Año  | Serie             | Personaje | Cadena    |
| ---- | ----------------- | --------- | --------- |
| 2013 | Contrastes        | Sofía     | -         |
| 2014 | El Príncipe       | Leila     | Telecinco |
| 2018 | Vivir sin permiso | Ada       | Telecinco |

### Otros
| Año  | Programa    | Cadena    |
| ---- | ----------- | --------- |
| 2018 | Pasapalabra | Telecinco |